# Nederlandse kampioenschappen schaatsen afstanden 2018 - 1500 meter vrouwen
De Nederlandse kampioenschappen schaatsen afstanden 2018 - 1500 meter vrouwen worden gehouden in oktober 2017. 
Titelverdedigster is Ireen Wüst die de titel pakte tijdens de Nederlandse kampioenschappen schaatsen afstanden 2017.

## Uitslag
| #      | Schaatser              | Tijd    |
| ------ | ---------------------- | ------- |
| Goud   | Jorien ter Mors        | 1.54,93 |
| Zilver | Ireen Wüst             | 1.56,17 |
| Brons  | Marrit Leenstra        | 1.56,64 |
| 4      | Antoinette de Jong     | 1.57,47 |
| 5      | Lotte van Beek         | 1.57,68 |
| 6      | Joy Beune              | 1.58,13 |
| 7      | Melissa Wijfje         | 1.58,37 |
| 8      | Linda de Vries         | 1.58,52 |
| 9      | Carlijn Achtereekte    | 1.59,04 |
| 10     | Sanne van der Schaar   | 1.59,45 |
| 11     | Roxanne van Hemert     | 1.59,77 |
| 12     | Letitia de Jong        | 1.59,91 |
| 13     | Sanneke de Neeling     | 1.59,94 |
| 14     | Jutta Leerdam          | 2.01,06 |
| 15     | Reina Anema            | 2.01,09 |
| 16     | Aveline Hijlkema       | 2.01,10 |
| 17     | Elisa Dul              | 2.01,17 |
| 18     | Annouk van der Weijden | 2.01,68 |
| 19     | Esther Kiel            | 2.01,76 |
| 20     | Manouk van Tol         | 2.03,23 |
| 21     | Natasja Roest          | 2.03,26 |
| 22     | Ineke Dedden           | 2.04,42 |
| 23     | Marije Joling          | 2.04,62 |
| 24     | Elma de Vries          | 2.09,04 |

1987 · 
1988 · 
1989 · 
1990 · 
1991 · 
1992 · 
1993 · 
1994 · 
1995 · 
1996 · 
1997 · 
1998 · 
1999 · 
2000 · 
2001 · 
2002 · 
2003 · 
2004 · 
2005 · 
2006 · 
2007 · 
2008 · 
2009 · 
2010 · 
2011 · 
2012 · 
2013 · 
2014 · 
2015 · 
2016 · 
2017 · 
2018 · 
2019 · 
2020 · 
2021 · 
2022 · 
2023 · 
2024 · 
2025